# Charles Van Lerberghe
Charles Van Lerberghe (21. října 1861 – 26. října 1907) byl belgický spisovatel, spolu s Elkampfem největší seveřan mezi symbolisty.[zdroj?] Obhajoval Emila Zolu v Dreyfusově aféře. Napsal sbírky V polosnech (1898) a Zpěv Evy (1904).